# Бухонко, Пётр Николаевич
Пётр Николаевич Бухонко (Бухонка) (29 июня (12 июля) 1906 — 5 февраля 1944) — красноармеец Рабоче-крестьянской Красной Армии, участник Великой Отечественной войны, Герой Советского Союза (1944).

## Биография
Пётр Бухонко (Бухонка) родился 29 июня (12 июля) 1906 года в посёлке Добруш (ныне — Гомельская область Беларуси) в семье крестьянина. 
Окончил четыре класса школы, с 1928 года работал на Добрушской целлюлозно-бумажной фабрике «Герой труда». 
В 1941 году был призван на службу в Рабоче-крестьянскую Красную Армию. С начала Великой Отечественной войны — на её фронтах. К сентябрю 1943 года красноармеец Пётр Бухонка был сапёром 350-го отдельного инженерного батальона 6-й армии Юго-Западного фронта. Отличился во время битвы за Днепр.
26 сентября 1943 года, несмотря на массированный вражеский огонь, Бухонка в составе расчёта на резиновой лодке сделал два рейса на западный берег Днепра в районе села Диброва Синельниковского района Днепропетровской области Украинской ССР. Когда Бухонка заканчивал второй рейс, лодка была пробита и начала тонуть. Тогда, несмотря на ранение в руку и ногу, Бухонка заделал пробоины в лодке, спася тем самым трёх раненых бойцов и доставив десант на западный берег. В одном из последующих боёв Бухонка получил тяжёлое ранение. 5 февраля 1944 года он скончался от лёгочного кровотечения в 5250-м походно-полевом госпитале 8-й гвардейской армии. 
Похоронен в братской могиле в деревне Бузулуки Криничанского района Днепропетровской области.

## Награды и звания
Указом Президиума Верховного Совета СССР от 19 марта 1944 года за «образцовое выполнение боевых заданий командования на фронте борьбы с немецкими захватчиками и проявленные при этом мужество и героизм» красноармеец Пётр Бухонка посмертно был удостоен высокого звания Героя Советского Союза. Также был награждён орденами Ленина и Красной Звезды. 

## Память
- В честь П. Н. Бухонка названа улица в Добруше[1][2], на здании целлюлозно-бумажного комбината, где Герой трудился перед войной, установлена мемориальная доска[3].
- В Добруше (Гомельская область) на территории Мемориального комплекса «Память» установлены стелы с именами уроженцев района – Героев Советского Союза. На одной из стел указано имя П. Н. Бухонка.
- В преддверии 9 Мая в коллективе Добрушской целлюлозно-бумажной фабрики «Герой труда» вспоминают о своих героических предшественниках (2024)[4].